# Песоцкий (Львовская область)
Песоцкий (укр. Пісоцький) — село в Яворовской городской общине Яворовского района Львовской области Украины.
Население по переписи 2001 года составляло 160 человек. Занимает площадь 0,188 км². Почтовый индекс — 81017. Телефонный код — 3259.